# 莫豪普特角
莫豪普特角（英語：Mohaupt Point），是南極洲的海岬，位於瑪麗皇后地，位於柯里塔克島的東端，由美國南極名稱諮詢委員命名，現時由南極條約體系管理。